# Barbara Hallquist
Barbara Hallquist (1º maggio 1957) è un'ex tennista statunitense.

## Carriera
In carriera ha vinto un titolo di doppio, il New South Wales Open nel 1979. Nei tornei del Grande Slam ha ottenuto il suo miglior risultato agli US Open raggiungendo i quarti di finale nel singolare nel 1980 e di doppio nel 1979 e 1980, entrambi in coppia con la connazionale Diane Desfor.

## Statistiche

### Singolare

#### Finali perse (1)
| Numero | Anno           | Torneo                                     | Superficie | Avversaria in finale | Punteggio     |
| 1.     | 14 giugno 1981 | Surrey Grass Court Championships, Surbiton | Erba       | Betsy Nagelsen       | 4-6, 6-3, 3-6 |

### Doppio

#### Vittorie (1)
| Numero | Anno             | Torneo                       | Superficie | Compagna     | Avversarie in finale       | Punteggio     |
| 1.     | 23 dicembre 1979 | New South Wales Open, Sydney | Erba       | Diane Desfor | Barbara Jordan Kym Ruddell | 4-6, 6-2, 6-2 |

### Doppio

#### Finali perse (1)
| Numero | Anno           | Torneo                                    | Superficie  | Compagna         | Avversarie in finale              | Punteggio |
| 1.     | 13 agosto 1978 | US Clay Court Championships, Indianapolis | Terra rossa | Sheila McInerney | Helena Anliot Helle Sparre-Viragh | 3-6, 1-6  |